# Karriere (1966)
Karriere (Originaltitel: À belles dents) ist ein französisch-deutscher Spielfilm von Pierre Gaspard-Huit aus dem Jahr 1966 mit internationaler Starbesetzung, darunter Mireille Darc in der Hauptrolle.

## Handlung
Der Film Karriere, auch unter dem treffenderen Titel Bettkarriere verliehen, erzählt vom glamourösen, aber unerfüllten Leben der jungen und ehrgeizigen Studentin Eva Ritter, die eben jene Bettkarriere macht, um gesellschaftlich ganz nach oben zu kommen. Sie liebt Glamour und Mode über alles … und eben jene Männer, die ihr ein solches Luxusleben zu finanzieren bereit sind. Ihr Aufstieg beginnt, als sie für Modefotos Modell steht, dann erstmals auf dem Laufsteg Haute Couture präsentieren darf und schließlich als Cover Girl auf dem Titelblatt eines entsprechenden Hochglanzmagazins landet. Nichts fürchtet Eva mehr als Armut, die sie aus ihrer Zeit als Waisenkind noch in schrecklicher Erinnerung hat, und Mittelmäßigkeit; ihr Wunsch beschränkt sich lediglich darauf, kontinuierlich aufzusteigen, die titelgebende Karriere zu machen. Männer, die sich von der attraktiven Glamour-Blondine betören lassen, gibt es zuhauf. Da ist beispielsweise ein Mann gesetzten Alters, der über eine Zinnmine verfügt, oder auch der deutsche Stahlbaron Peter von Kessner, den sie nach ihrer ersten Scheidung sofort heiratet. Doch je höher sie finanziell und gesellschaftlich aufsteigt, desto mehr muss sie erkennen, dass dies nicht zu ihrem Glück beiträgt: Am Ende ist das Waisenkind Eva Ritter zwar reich und unabhängig vom guten Willen eines Mannes, aber auch einsamer und unglücklicher als je zuvor.

## Produktionsnotizen
Karriere entstand zum Jahresbeginn 1966 und wurde am 6. Juli des Jahres in Paris uraufgeführt. In Deutschland kam der Streifen am 26. August 1966 in die Kinos. Es war die letzte Kinofilmregie von Pierre Gaspard-Huit.
Walter Tjaden hatte die Produktionsleitung. Die Filmbauten stammten von Willi Schatz und Wilhelm Vorwerg. Eberhard Junkersdorf war einer von drei Aufnahmeleitern.
Die zur Drehzeit noch nicht ganz 19-jährige Ingrid Steeger gab hier mit einem winzigen Auftritt ihren Einstand vor der Kamera.

## Kritiken
„Aschenputtel 1966 hält sich nicht lang mit der Vorrede auf: Waisenkind, Fotomodell, Frau Zinnkönig und nach gutbezahlter Scheidung Baronin in Stahl und Kohle – bums, schon gehört ihr die halbe Welt. Wenn wir den pathetisch vorgetragenen Kunstformeln ihres Leids glauben dürfen, ist die Konzernherrin jedoch nicht glücklich. Mit der Liebe hapert es. So muß sie mit Pelzen und Pudeln einsam durch hohen Schnee stapfen. Ihr Aufstieg zum Wohlstand verblüfft mit seiner "Klein-Moritz-Atmosphäre" selbst die arglosesten Gemüter. Da werden die Juwelen zu Lametta, der Sekt zur Limonade. Ein filmischer Lutschbonbon des Lebens für kindliche Gemüter, garantiert mit künstlichem Farbstoff hergestellt.“

Im Lexikon des Internationalen Films heißt es: „Klischeeverhaftete banale Unterhaltung in aufwendigem Luxusmilieu. Sentimental und verlogen, mit offensichtlichen Konzessionen an den vermeintlichen Publikumsgeschmack.“